# 格西乡
格西乡，是中华人民共和国四川省甘孜藏族自治州道孚县曾经下辖的一个乡。撤销格西乡，将原格西乡和麻孜乡吾斯尼村、依格村、吾卡村所属行政区域划归鲜水镇管辖，鲜水镇人民政府驻卡娘村1组28号

## 行政区划
格西乡撤销前下辖以下地区：
下亚村、泥湾村、吾斯尼村、朱倭村、月西村、卓日村、热瓦村、鱼都村、卡娘村、易日村、若珠村、加苏村、勒斯加村、铜佛山村、上亚村和洛尔瓦村。